# Australische Hockeynationalmannschaft der Damen

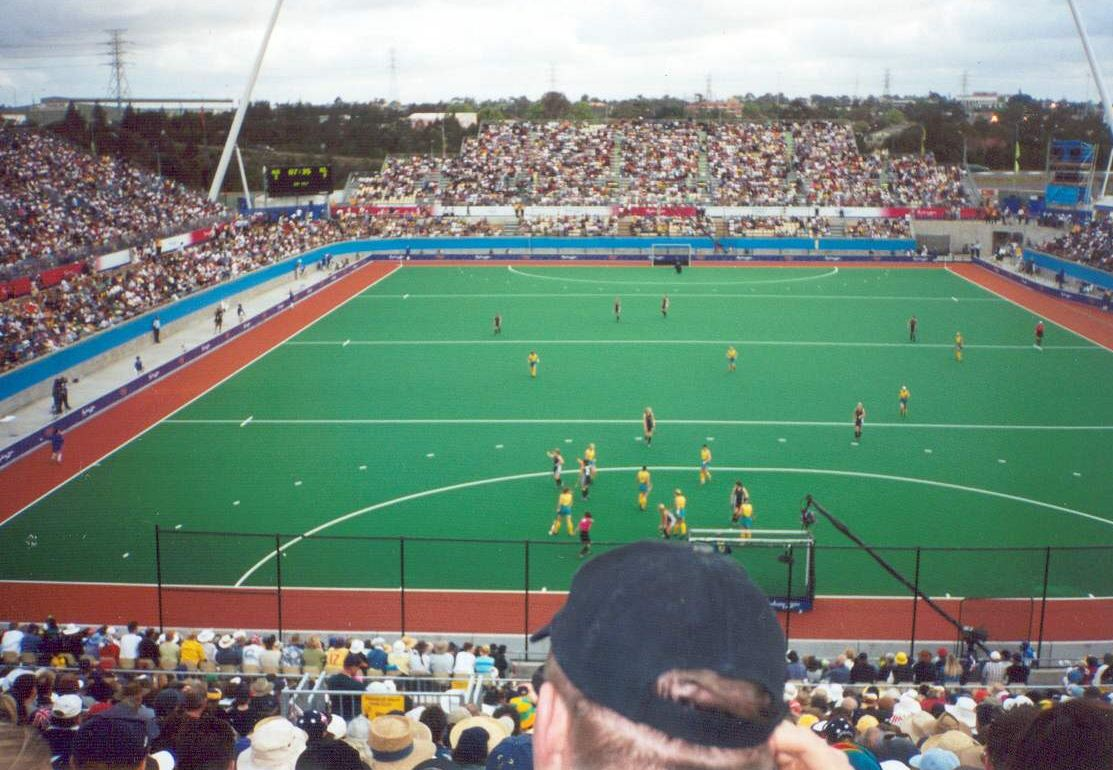
Australien gegen die Niederlande, Olympische Spiele 2000, Sydney

Die australische Hockeynationalmannschaft der Damen besitzt den Spitznamen Hockeyroos. Die Australierinnen gewannen 3 olympische Goldmedaillen (1988, 1996 und 2000) und wurden fünfmal zu Australiens Mannschaft des Jahres gewählt. Trainerin ist Katrina Powell.
Aktuell (Juni 2025) steht die Nationalmannschaft in der Weltrangliste im Feldhockey auf Rang 5 und im Hallenhockey auf Rang 6.

## Turniere

### Olympische Spiele
- Paris 2024 Viertelfinale
- Tokio 2020 Viertelfinale
- Rio de Janeiro 2016 Viertelfinale
- London 2012 Platz 5
- Peking 2008 Platz 5
- Athen 2004 Platz 5
- Sydney 2000 Gold
- Atlanta 1996 Gold
- Barcelona 1992 Platz 5
- Seoul 1988 Gold
- Los Angeles 1984 Platz 4
- Moskau 1980 nicht teilgenommen

### Weltmeisterschaften
- Spanien / Niederlande 2022  Bronze
- London 2018 Platz 4
- Den Haag 2014 Silber
- Rosario 2010 Platz 5
- Madrid 2006 Silber
- Perth 2002 Platz 4
- Utrecht 1998 Gold
- Dublin 1994 Gold
- Sydney 1990 Silber
- Amstelveen 1986 Platz 6
- Kuala Lumpur 1983 Bronze
- Buenos Aires 1981 Platz 4
- Madrid 1978 nicht teilgenommen
- (West-)Berlin 1976 nicht teilgenommen
- Mandelieu 1974 nicht teilgenommen

### Commonwealth Games
- Birmingham 2022 Silber
- Gold Coast 2018 Silber
- Glasgow 2014 Gold
- Delhi 2010 Gold
- Melbourne 2006 Gold
- Manchester 2002 Bronze
- Kuala Lumpur 1998 Gold

### Champions Trophy
- Mendoza 2014 Silber
- Amstelveen 2011 Platz 5
- Sydney 2009 Silber
- Mönchengladbach 2008 Platz 5
- Quilmes 2007 Platz 4
- Amstelveen 2006 Platz 5
- Canberra 2005 Silber
- Rosario 2004 Platz 4
- Sydney 2003 Gold
- Macau 2002 Platz 4
- Amstelveen 2001 Bronze
- Amstelveen 2000 Bronze
- Brisbane 1999 Gold
- Berlin 1997 Gold
- Mar del Plata 1995 Gold
- Amstelveen 1993 Gold
- Berlin 1991 Gold
- Frankfurt, 1989 Silber
- Amstelveen, 1987Silber

### Oceania Cup
- Buderim 2007 Silber
- 2005 Gold
- 2003 Gold
- 2001 Gold
- 1999 Gold